# Мікадо (рід)
Мікадо (Syrmaticus) — рід куроподібних птахів родини фазанових (Phasianidae). Представники цього роду мешкають в Східній Азії.

## Види
Виділяють п'ять видів роду Мікадо:
- Мікадо китайський (Syrmaticus reevesii)
- Мікадо японський (Syrmaticus soemmerringii)
- Мікадо тайванський (Syrmaticus mikado)
- Мікадо білошиїй (Syrmaticus ellioti)
- Мікадо бірманський (Syrmaticus humiae)